# Ai-ai
L'ai-ai (Daubentonia madagascariensis) és un primat estrepsirrí nadiu de Madagascar que combina unes llargues dents similars a les d'un rosegador amb un allargat i prim dit mitger, i ocupa d'aquesta manera el mateix nínxol ecològic que un picapins. És el primat nocturn més gran del món i es caracteritza pel seu mètode únic de trobar menjar; cerca als arbres buscant larves, després fa forats a la fusta i hi introdueix el dit mitger allargat per a extreure'n la presa.
Daubentonia és l'únic gènere en la família Daubentoniidae i en l'infraordre Chiromyiformes.

## Història
L'ai-ai és un primat endèmic de l'illa de Madagascar. El seu peculiar aspecte ha estat de sempre un atractiu per a la curiositat humana, encara que al seu lloc d'origen era poc conegut, en tenir costums nocturns i viure en zones selvàtiques.
Així, és descobert pel francès Sonnerat el 1780, durant un viatge. En porta un exemplar dissecat al Museu d'Història Natural de París, on és analitzat pel naturalista Buffon (1769-1832). Ja aleshores es destaquen els seus trets peculiars: unes orelles grosses, unes incisives molt marcades que recorden els rosegadors i, sobretot, el dit mitger llarg i prim de les mans. Buffon dedueix que aquest animal ha de ser proper als esquirols.
Posteriorment, és Georges Cuvier (1707-1788) i altres naturalistes de l'època qui intenten saber a quin grup pertany l'ai-ai. Per fer-ho, treuen els ossos de l'exemplar dissecat i arriben a la conclusió que hi ha certa similitud amb els lèmurs, encara que continua sent considerat una espècie rara.
El 1863, Richard Owen (1804-1892), del departament d'Història Natural del Museu Britànic, publica Monograph on the aye-aye (Chiromys madagascariensis, Cuvier), on relata tot el que es coneix de l'espècie, així com diverses experiències de comportament d'animals capturats. Aquest excel·lent estudi inclou descripcions de tots i cadascun dels aspectes de l'espècie, així com realistes dibuixos de l'esquelet, la musculatura, el tub digestiu… Ja aleshores s'ha relacionat l'espècie amb els primats.
La manera en què s'estudia la biodiversitat ha canviat molt des dels segle xviii i xix. Però ja aleshores esbrinaren aspectes importants de la biologia d'aquesta espècie, com és l'ús dels dits més prims per a buscar aliments als troncs, o de les dents per a rosegar troncs i menjar fruita. O bé que les seves grans orelles tenen a veure amb una oïda sensible, tan important en un animal d'hàbits nocturns.

## Actualitat
En l'actualitat, l'ai-ai és una espècie protegida, inclosa en l'apèndix I del CITES i amb la categoria Gairebé amenaçada de la Unió Internacional per a la Conservació de la Natura (UICN), tot i haver estat categoritzada com en perill fa uns anys. De tota manera, la seva conservació depèn bàsicament de la protecció de les limitades àrees on viu. També han arribat a criar en parcs zoològics.
L'any 2005, un ai-ai amb el nom de Maurice es converteix en un dels protagonistes d'una pel·lícula d'animació, Madagascar. En les seqüeles de la pel·lícula i la sèrie que en deriva (Els pingüins de Madagascar), en Maurice guanya protagonisme. El seu personatge, intel·ligent i seriós, ben poc té a veure amb l'espècie.

## A Catalunya

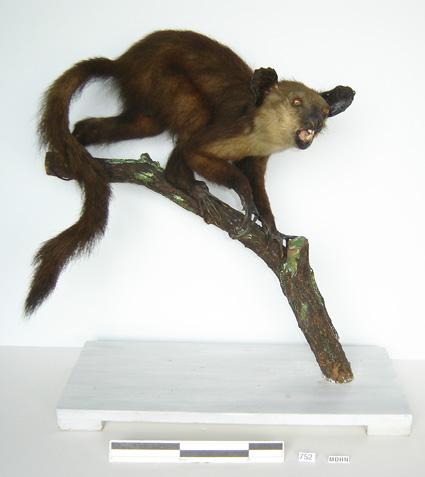
Ai-ai conservat al Museu Darder

A principis del segle xx, Francesc Darder oferí un exemplar d'ai-ai al Museu de Zoologia de Barcelona. Potser era el mateix exemplar que posteriorment, el 1916, arribà a Banyoles en crear-se el Museu Darder, i que encara a la base porta el nom antic de l'espècie (Chiromys madagascariensis) i un preu (500 pessetes). Està dissecat amb la boca entreoberta, perquè es puguin veure bé les dents, i com si baixés per un tronc, la qual cosa indica els seus hàbits arborícoles. Aquest exemplar també ens mostra la mà, amb el dit més prim. En altres museus, la postura dels exemplars que hi conserven és similar.